# Anagrus armatus
Anagrus armatus is een vliesvleugelig insect uit de familie Mymaridae. De wetenschappelijke naam is voor het eerst geldig gepubliceerd in 1887 door Ashmead.